# Риччо, Давид
Давид Риччо (итал. David Riccio или Davide Rizzio; ок. 1533, Турин — 9 марта 1566, Эдинбург) — итальянец, личный секретарь королевы Шотландии Марии Стюарт, зверски убитый заговорщиками-протестантами.

## Биография

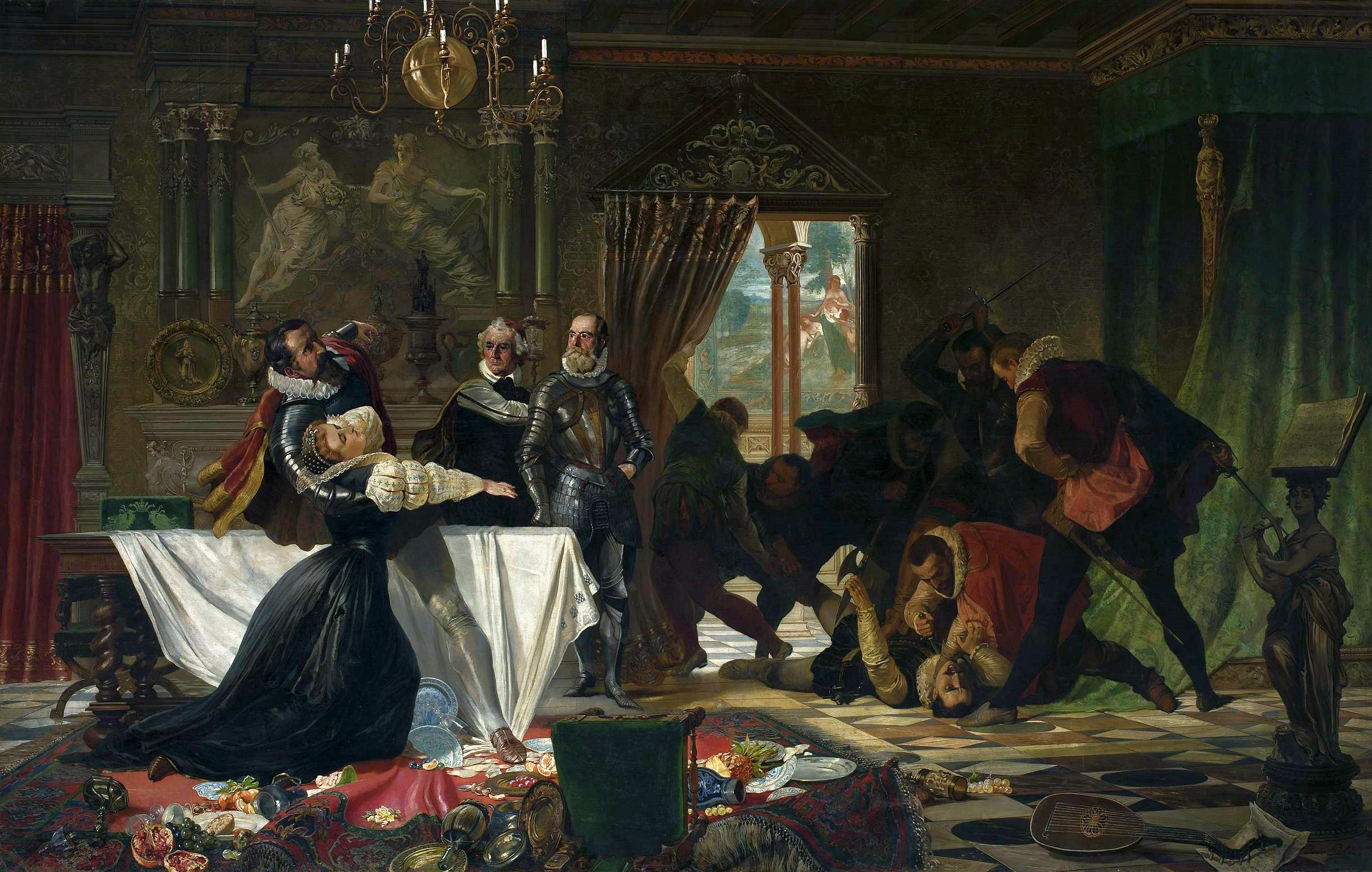
Жан Люльве. Убийство Давида Риччо (1868). Национальный музей в Варшаве

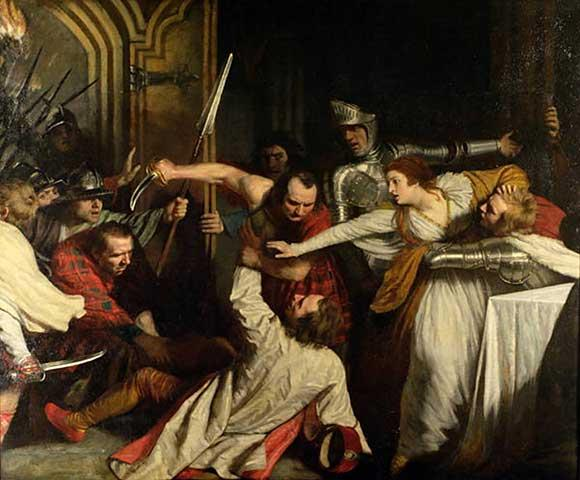
Джон Опи. Убийство Давида Риччо (1787). Guildhall Art Gallery (англ.), Лондон

Пьемонтский дворянин Давид Риччо прибыл ко двору королевы Шотландии в 1561 году в составе посольства савойского герцога Эммануила Филиберта. Современники описывали его как горбуна-коротышку с неприятным лицом. Тем не менее он привлёк внимание королевы благодаря своим музыкальным талантам. Королева назначила Риччо своим личным секретарём. После отставки графа Морея и Уильяма Мейтланда — опытных политиков, руководивших страной в начале самостоятельного правления Марии, — королева потеряла поддержку значительной части шотландского дворянства и всё более стала опираться на иностранных советников, составлявших её свиту. Это не могло не вызвать недовольства шотландской знати.
Королеву стали подозревать в любовной связи со своим секретарём Давидом Риччо, который, будучи католиком, возбуждал ненависть дворян-протестантов. В 1566 году сложился заговор радикальных шотландских протестантов во главе с графом Мортоном, к которому примкнул и муж королевы Генри Стюарт, лорд Дарнли, раздражённый холодностью жены и отстранением его от власти. Заговорщики 9 марта ворвались в покои беременной королевы, схватили на глазах у неё Давида Риччо и, несмотря на его призывы о помощи, зверски убили её фаворита. По свидетельству современников на теле Риччо осталось 57 ножевых ран, причём был «заботливо» оставлен нож, принадлежащий лорду Дарнли. В историографии убийство Риччо рассматривается в числе попыток подчинить Марию Стюарт влиянию протестантских лордов.

## В кино
- Один из главных персонажей фильма «Заговор против короны». Его роль сыграл Тадеуш Пастернак.
- Один из второстепенных героев четвертого сезона телесериала «Царство» (2017) и кинофильма «Две королевы» (2018).